# Barbara Cena
Barbara Maria Cena (z domu Stoksik, ur. 1 stycznia 1943 w Rzemienowicach) – polska artystka plastyk. Uprawia malarstwo sztalugowe i ścienne, grafikę i fotografikę. W Kanadzie i Australii prowadziła pracownie konserwacji dzieł sztuki.

## Życiorys
Od roku 1946 mieszkała we Wrocławiu. Maturę uzyskała w 1960 w X Liceum Ogólnokształcącym im. Stefanii Sempołowskiej we Wrocławiu. Studia artystyczne w obecnej Akademii Sztuk Pięknych im. Eugeniusza Gepperta we Wrocławiu w pracowniach ceramicznego malarstwa architektonicznego Stanisława Pękalskiego i malarstwa Marii Dawskiej ukończyła w 1967. W tym roku zawarła związek małżeński z Krzysztofem Ceną, naukowcem. W 1968 wyjechała z nim do Wielkiej Brytanii. Później nastąpiły kolejne podróże na uniwersytety w Kanadzie i Australii. Członkiem zwyczajnym Związku Polskich Artystów Plastyków (ZPAP) została w roku 1977. Była członkiem australijskiego związku konserwatorów dzieł sztuki – Australian Institute for the Conservation of Cultural Material. Prowadziła działalność artystyczną i konserwatorską w Perth w Australii Zachodniej.

## Twórczość
W latach 1967–1968 pracowała jako plastyk-projektant w Oleśnickiej Fabryce Obuwia, równolegle prowadziła działalność artystyczną.
W czasie pobytu w Wielkiej Brytanii uprawiała malarstwo sztalugowe:
- 1969, wystawa indywidualna w salonie teatru Nottingham Playhouse (28 października – 15 listopada) w Nottingham,
- 1971, wystawa indywidualna w Nottingham Playhouse (17–29 maja)[9],
- 1971, udział w wystawie w Chenil Gallery w Londynie organizowanej przez Chelsea Painters,
- 1971, udział w wystawie w Mall Gallery w Londynie organizowanej przez Society of Women Artists,
- 1971, 1972 i 1973, udziały w corocznej wystawie „Salon Uniwersytecki” w Nottingham.

Po powrocie z Wielkiej Brytanii do Wrocławia zajmowała się głównie wzornictwem:
- 1974, „Prezentacje 1974”, Muzeum Architektury we Wrocławiu projekty miękkich zabawek sprzedawanych w sieci salonów ZPAP[7][10],
- 1975, nagroda na ogólnopolskim konkursie ZPAP z okazji 200-lecia Stanów Zjednoczonych, zakup prac przez CPLiA,
- 1976, „Sztuka Dziecku”, ogólnopolski konkurs ZPAP w Poznaniu.

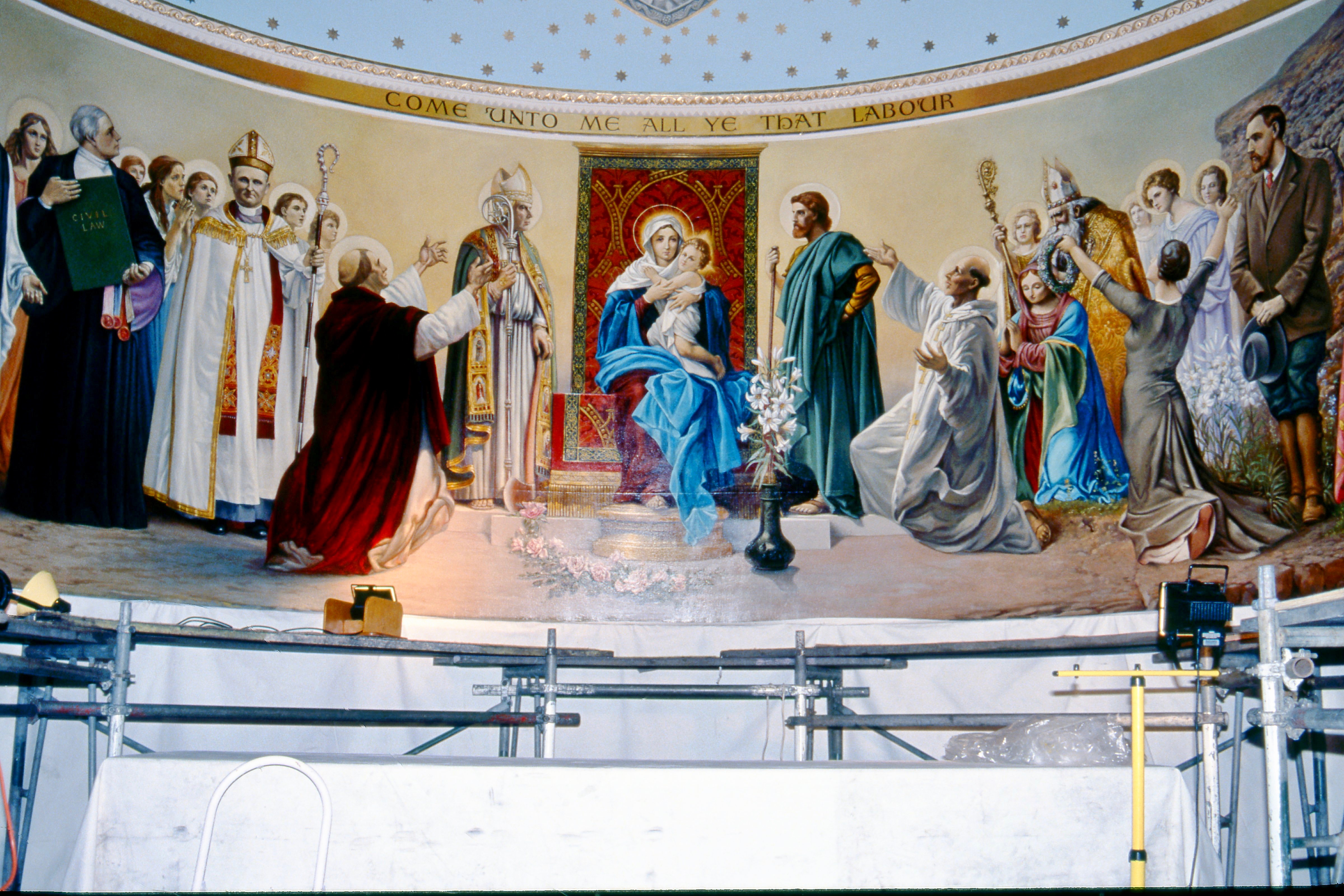
Panoramiczne malarstwo Goatchera w prezbiterium kościoła Wszystkich Świętych w Collie, Australia Zachodnia

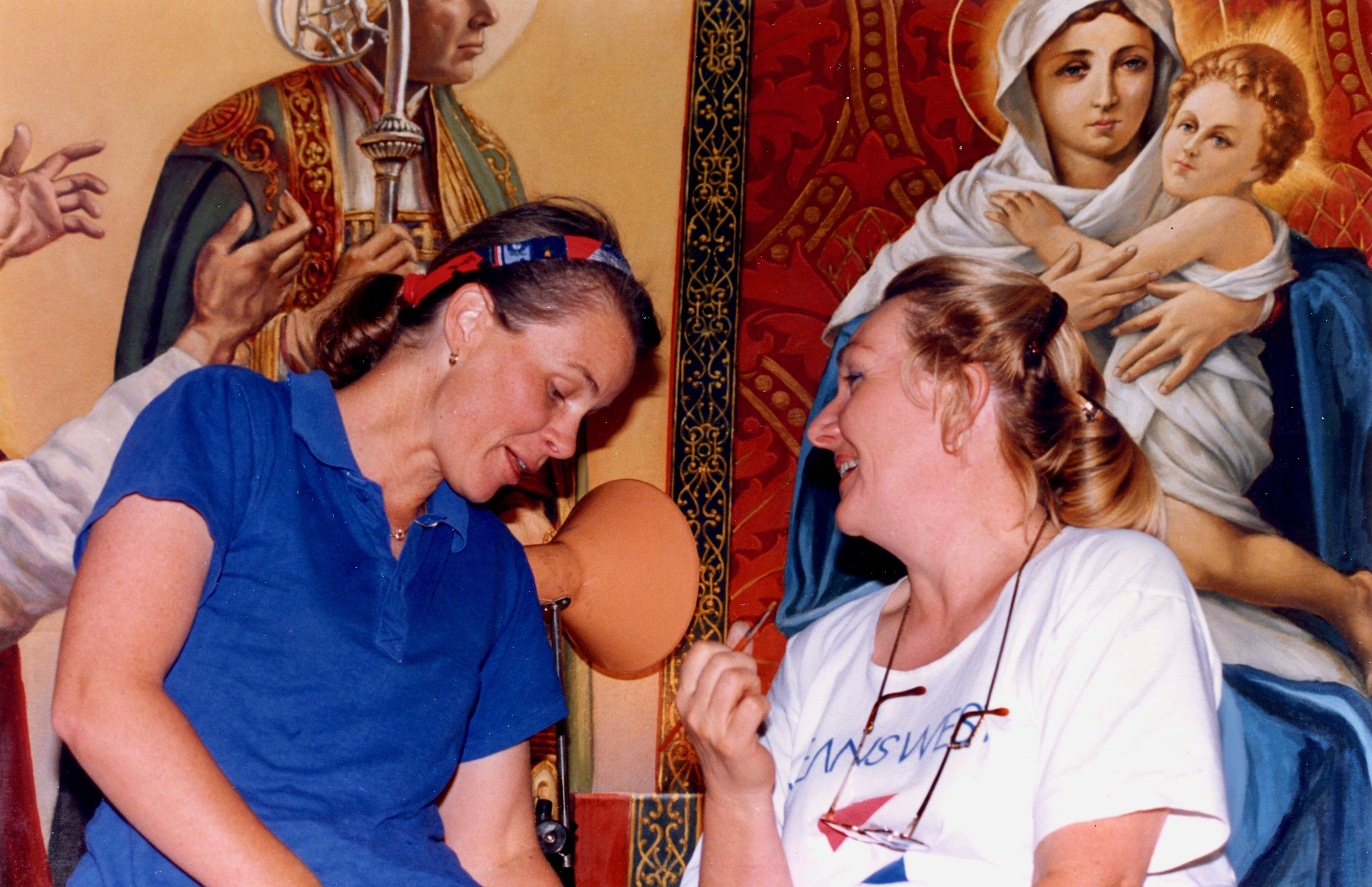
Wolontariuszka i Barbara Cena na tle środkowej części malarstwa Goatchera

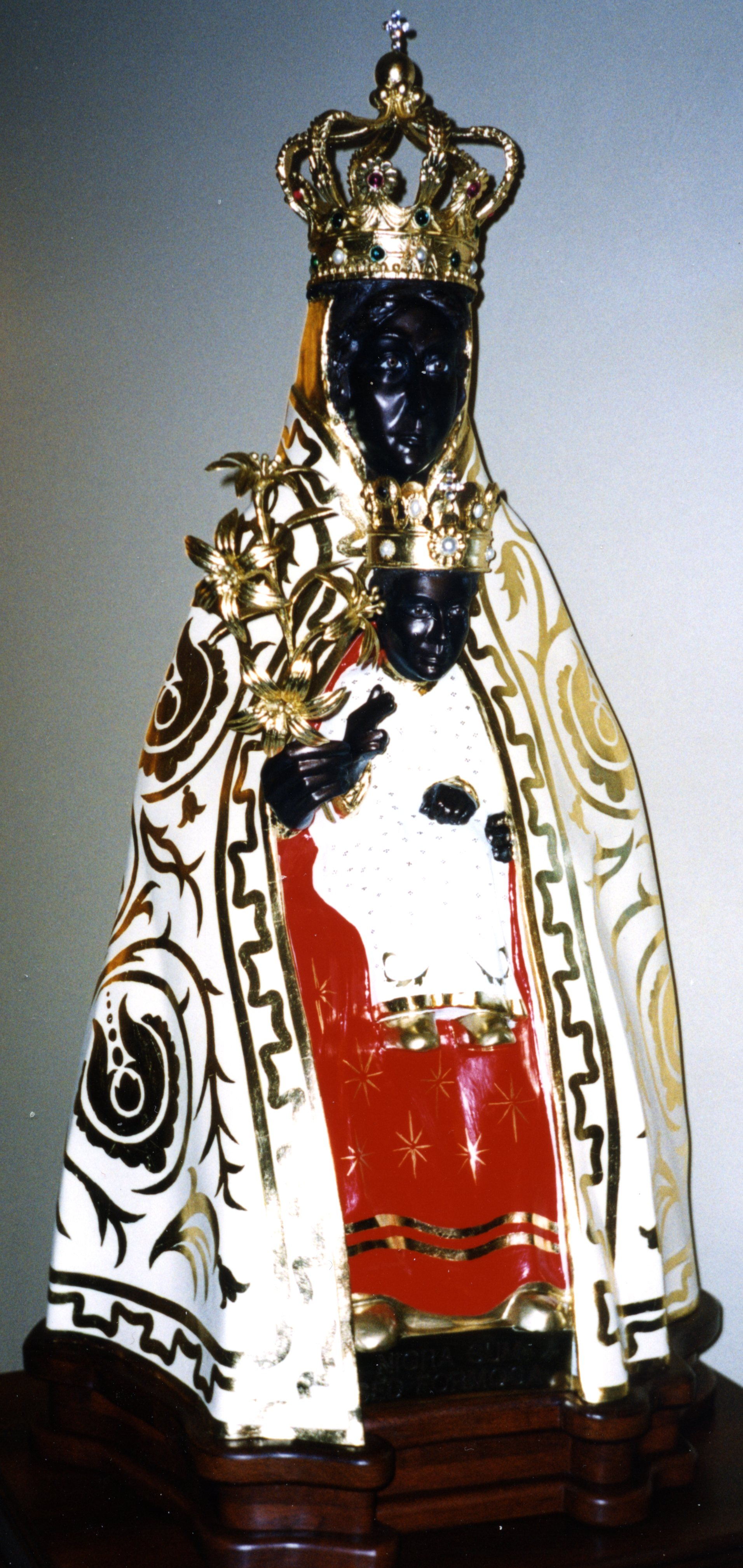
Czarna Madonna z Tindari w bazylice we Fremantle

Główne prace konserwatorskie w Australii Zachodniej:
- Panoramiczne malarstwo ścienne (na płótnie, wys. 2.45 m, dł. 14.6 m) autorstwa Philipa W. Goatchera[12] i kopuła w prezbiterium anglikańskiego kościoła Wszystkich Świętych (All Saints’) w Collie[2][13][14]. Jej prace (styczeń – marzec 1994) były recenzowane przez stanową instytucję ochrony zabytków, Heritage Council of Western Australia[15],
- statua Madonny z Tindari (Madonna Nera – Czarna Madonna[16] z Sycylii, pozłacana rzeźba z hebanu) w bazylice mniejszej św. Patryka we Fremantle[17], poświęcona przez Jana Pawła II,
- sześć rzeźb, główny krucyfiks i polichromie w kościele św. Józefa w Subiaco[17],
- polichromie bocznych ołtarzy w kaplicy św. Michała Archanioła na kampusie Katolickiego Kuratorium (Catholic Education Office) w Perth[17],
- zestaw 14 płaskorzeźb Drogi Krzyżowej w kaplicy Perth College[17]
- figura Chrystusa (z kościoła pod wezwaniem Dzieciątka Jezus w Morley) przeniesiona do kościoła polskiego w Maylands[18]
- projekt konserwacji kurtyny teatralnej (malarstwa Philipa W. Goatchera) w Boulder koło Kalgoorlie[19][20].

Brała udział w wystawach malarskich w Perth. Opracowywała graficznie i ilustrowała książki wspomnieniowe polskich zesłańców do azjatyckich części Związku Sowieckiego, którzy później dotarli do Australii Zachodniej, a ilustracje graficzne zamieszczała także w wychodzącym w Perth miesięczniku „Kurier Zachodni”.

## Inne informacje
Jej rodzice, Stefan Stoksik (1909–1979) – inżynier melioracji i Anna z Hatłasów (1915–2014) – nauczycielka, byli w czasie II wojny światowej oficerami Narodowych Sił Zbrojnych i działali w okolicach Opatowca, gdzie zostali później pochowani na cmentarzu parafialnym. Jej babka, Florentyna Hatłas z domu Krysta, zachowywała tradycje mieszkańców Wilamowic wywodzących się z Fryzji i Flandrii.
Barbara jest członkiem wrocławskiej Sekcji Grotołazów i brała udział w wyprawach jaskiniowych w polskich Tatrach. Uprawiała także jeździectwo. Jest matką dwojga dzieci. Jest siostrą malarki Alicji Stoksik (1939–2011) i rzeźbiarza Macieja Stoksika.